# Malaucène
Malaucène is een gemeente in het Franse departement Vaucluse (regio Provence-Alpes-Côte d'Azur) en telt 2669 inwoners (2005). De plaats maakt deel uit van het arrondissement Carpentras.

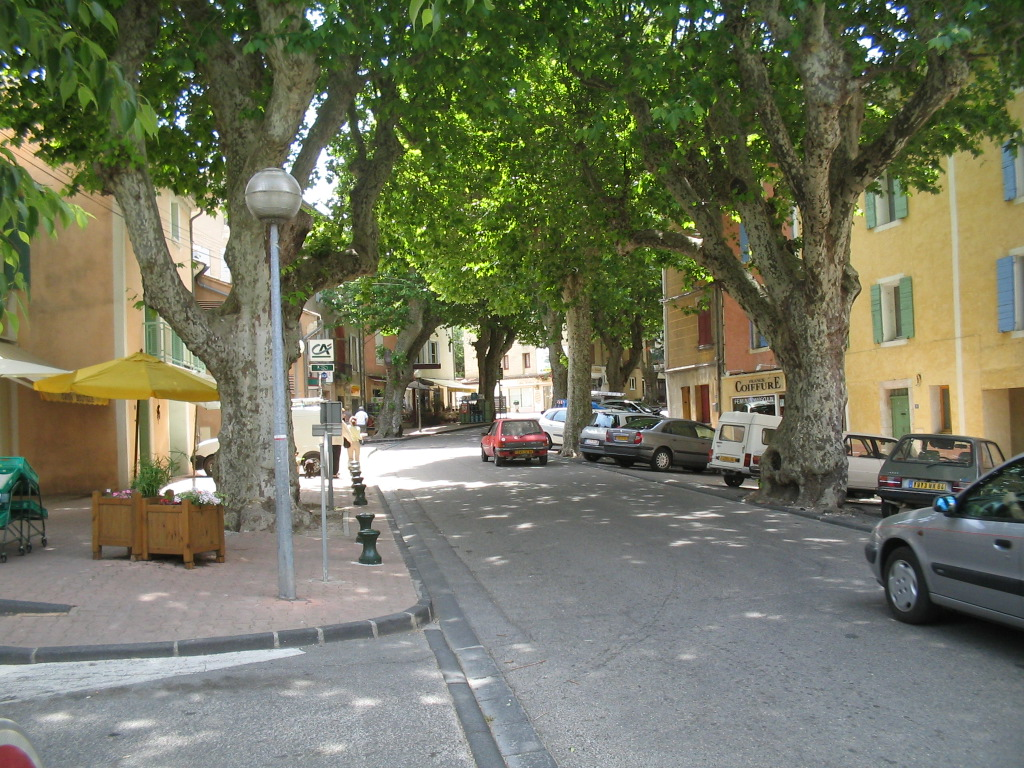
Straat in Malaucène

## Geografie
De oppervlakte van Malaucène bedraagt 45,3 km², de bevolkingsdichtheid is 58,9 inwoners per km².
Malaucène ligt aan de voet van de beruchte berg Le Mont Ventoux en is daarom een trekpleister voor wielerliefhebbers.
De onderstaande kaart toont de ligging van Malaucène met de belangrijkste infrastructuur en aangrenzende gemeenten.

## Sport
Malaucène was op 7 juli 2021 voor het eerst etappeplaats in de wielerkoers Ronde van Frankrijk. De etappe kende twee passages van de Mont Ventoux en het dorp Malaucène. De etappe werd gewonnen door de Belg Wout van Aert. 

## Demografie
Onderstaande figuur toont het verloop van het inwonertal (bron: INSEE-tellingen).